# Tenrjúdži
Tenrjúdži (japonsky: 天龍寺), formálně známý jako Tenrjú Šiseizendži (天龍資聖禅寺), je hlavní chrám zenbuddhistické školy rinzai ve čtvrti Ukjó v Kjótu v Japonsku. Chrám založil Takaudži Ašikaga v roce 1339 k uctění památky právě zemřelého císaře Go-Daiga a jeho prvním opatem se stal Musó Soseki. Jako chrám spojovaný s rodem Ašikaga i s císařem Go-Daigem je Tenrjúdži ve velké vážnosti a je považován za první mezi pěti kjótskými zenovými chrámy.

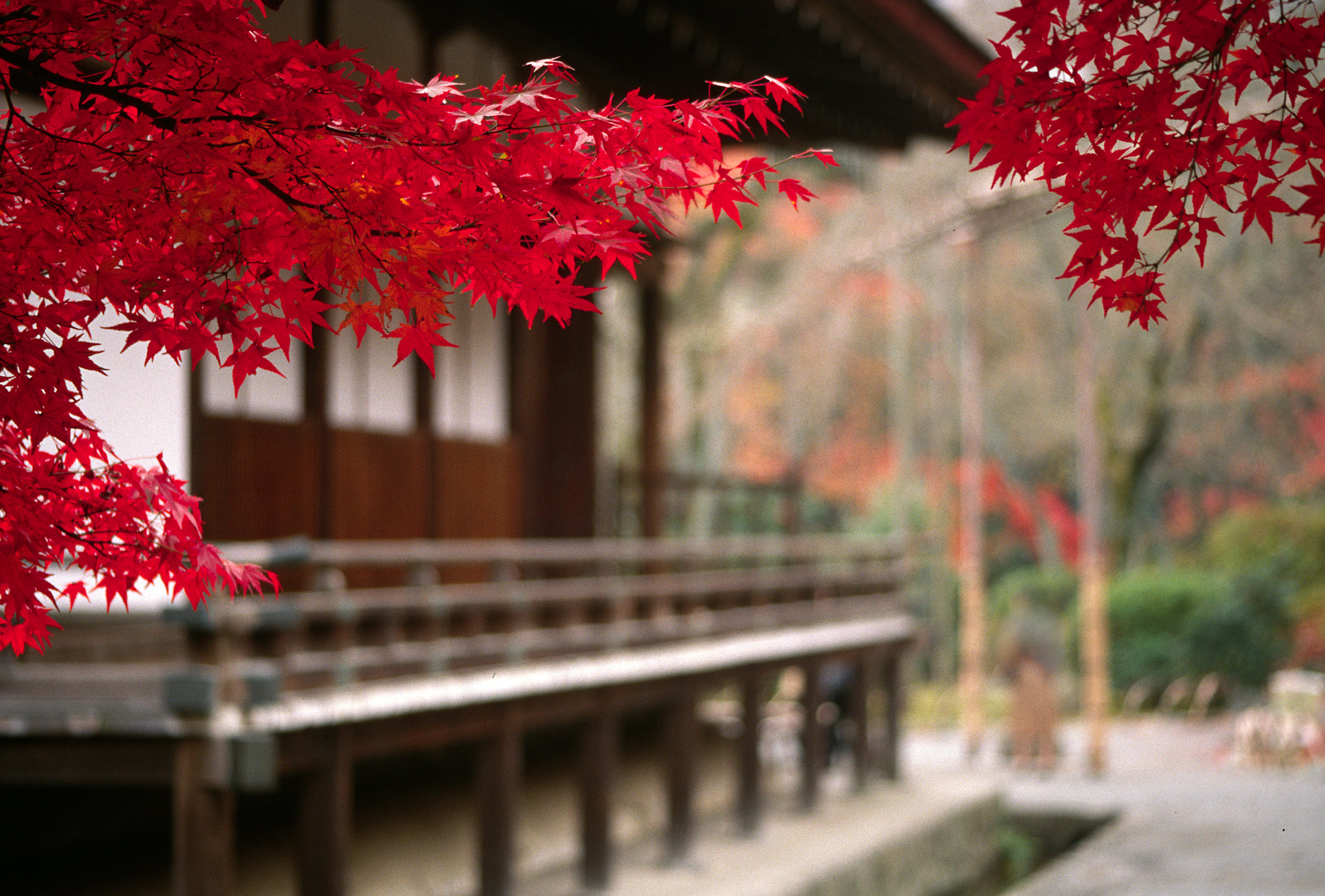
Podzim v Tenrjúdži

Od roku 1994 je Tenrjúdži, společně s dalšími památkami v okolí Kjóta, zapsán na Seznam světového dědictví UNESCO pod názvem „Památky starobylého Kjóta“.
Chrám stojí na stejném místě jako starší chrám Danrindži (檀林寺) založený v 9. století. Ten byl prvním zenovým chrámem v Japonsku. Ve 12. století si císař Kamejama na tomtéž místě nechal vystavět venkovské sídlo a právě v něm vyrůstal jeho vnuk Go-Daigo. Když Go-Daigo v roce 1339 zemřel, přikázal Takaudži Ašikaga přeměnit sídlo v zenový chrám, aby si udobřil duši mrtvého císaře, s nímž vedl několik posledních let válku.